# Acquanetta
Acquanetta (ur. 17 lipca 1921 w Cheyenne, zm. 16 sierpnia 2004 w Ahwatukee) – amerykańska modelka i aktorka, znana pod przydomkiem „Wenezuelski Wulkan”.

## Życiorys
Urodziła się w mieście Cheyenne w Wyoming jako Burnu Acquanetta w rodzinie z plemienia Arapaho. Krótko po urodzeniu została oddana do adopcji przez biologicznych rodziców. Wychowywała się w Pensylwanii w nowej rodzinie jako Mildred Davenport. Początkowo pracowała jako modelka. W 1942 roku podpisała kontrakt z wytwórnią Universal Studios, rozpoczynając karierę aktorki. Grała głównie w filmach o charakterze rozrywkowym, pozbawionych głębszych walorów artystycznych. Najbardziej znane z jej filmów to: Arabian Nights (1942), Captive Wild Woman (1943), Tarzan i kobieta lampart (1946) oraz The Sword of Monte Cristo (1951). 
W połowie lat pięćdziesiątych porzuciła karierę aktorki, wychodząc za mąż za dilera samochodowego Jacka Rossa. Wraz z nim wyprowadziła się do Arizony. Tam prowadziła swój lokalny program telewizyjny Acqua's Corner. Wydała też tomik poezji The Audible Silence. Małżonkowie doczekali się czworga dzieci, jednak rozwiedli się w połowie lat osiemdziesiątych. 
W ostatnich latach życia Acquanetta udzielała się w akcjach charytatywnych. Chora na Alzheimera zmarła w wyniku komplikacji związanych z tą chorobą w Ahwatukee, w stanie Arizona w 2004 roku. Miała 83 lata.